# ディキシー・リー (歌手)
ディキシー・リー（英語: Dixie Lee, 1911年11月4日 - 1952年11月1日）は、アメリカ合衆国の女優、ダンサー、歌手。
彼女は出生名をウィルマ・ウィニフレッド・ワイアット (英語: Wilma Winifred Wyatt) といったが、ディキシー・キャロル (英語: Dixie Carroll) という芸名で歌手、ショーガールとして活動していたが、フォックス映画のウィンフィールド・シーハン (Winfield Sheehan) が、ナンシー・キャロルやスー・キャロル (Sue Carol) との混同をさけるために改名させ、ディキシー・リーと名乗るようになった。18歳のときに、ビング・クロスビーと結婚し、息子4人をもうけ、そのうちリンゼイとデニスの2人は成人した後、自殺を遂げた。
ビング・クロスビーの伝記を書いたゲイリー・ギディンス (Gary Giddins) は、ディキシー・リーを、恥ずかしがりで、自分のことを語らない、人生を賢く生きようとしていた人物として描いている。ギディンスによれば、若い夫婦だったディキシーとビングは、酒がふんだんに供されるようなパーティにしばしば招かれたが、ディキシーはビングに付き合って同じ程度を飲むのが常であったという。これによって彼女は、ビングの酒量を減らすことに成功したのだが、皮肉なことに彼女自身の飲酒量は増えてしまった。ふたりは、招かれた席で、それぞれの持ち歌を披露することもあったという。
彼女の映画女優としての活動期間は短く、1930年代にビングが所属していたパラマウント映画で少数の作品に出演しただけであった。おもな作品としては、ジョージ・バーンズが監督した1935年の映画『Love in Bloom』が挙げられよう。ほかにも、『Cheer Up and Smile』（1930年）、『Manhattan Love Song』（1934年）に出演した。
彼女は、41歳の誕生日の3日前だった1952年11月1日に、卵巣腫瘍のために亡くなった。彼女は、カリフォルニア州カルバーシティのホーリー・クロス墓地に埋葬された。

## 大衆文化の中で
- 1947年の映画『Smash-Up, the Story of a Woman』は、ディキシー・リーの生涯を下敷きにしている[3]。